# أغلبية
الأغلبية مصطلح يستخدم لوصف ذلك القسم من مجموعة تكوّن أكثر من النصف. وقد يستعمل المصطلح أيضا لوصف (أكثرية نسبية) أو أكثرية (Plurality) أي أكبر عدد من الأصوات أو الناخبين عندما يكون هناك اختيار بين بديلين أو أكثر من المرشحين في الانتخابات غير أن العدد يقل عن 50% من مجموع الأصوات.
وتتطلب بعض الإجراءات (أغلبية مطلقة) أي أكثر من 50% ممن يحق لهم التصويت بشأن قضية ما في الانتخابات سواء يدلون جميعا بأصواتهم أم لا يفعلون ذلك.